# Larger Than Life (Backstreet Boys)
Larger Than Life è un brano musicale dei Backstreet Boys, pubblicato come secondo singolo dall'album Millennium il 3 settembre 1999.
Il brano, scritto da Max Martin, Kristian Lundin e da Brian Littrell, è un tributo-ringraziamento a tutti i fan della band. Larger Than Life raggiunse la Top 10 in più di 14 paesi e il video musicale entrò nei Guinness dei primati come il 14° video più costoso mai realizzato, con un costo di 2.100.000 dollari, aggiudicandosi anche il record del video il più a lungo stabile alla numero 1 sulla classifica del programma di MTV, Total Request Live.

## Video
Il video, diretto da Joseph Kahn fu girato ad Orlando dal 12 al 14 agosto 1999 ed è ambientato in una navicella del futuro (3000 d.C.). All'interno i Backstreet Boys con corazze da robot cantano separatamente. Nel ritornello finale, i BSB si radunano per ballare insieme a un corpo di ballo; il video si conclude con Kevin che si preoccupa di difendere la navicella da uno sciame di missili.

## Tracce
- UK

CD1
1. "Larger than Life" (The Video Mix) – 3:56
2. "Larger than Life" (Eclipse New Life Mix) – 8:42
3. "If You Knew What I Knew" – 4:13

CD2
1. "Larger than Life" (The Video Mix) – 3:56
2. "Larger than Life" (The Video Mix Instrumental) – 3:56
3. "If You Knew What I Knew"  – 4:13

- America

Double 12" vinyl
1. "Larger than Life" (Keith Litman Club Mix) – 6:03
2. "Larger than Life" (Jazzy Jim Bonus Beats) – 3:44
3. "Larger than Life" (Extended Video Mix) – 4:14
4. "Larger than Life" (Keith Litman Dub) – 9:16
5. "Larger than Life" (Jazzy Jim Streetshow Mix) – 4:05
6. "Larger than Life" (Jack D. Elliot Club Mix) – 5:48
7. "Larger than Life" (Album Version) – 3:52
8. "Larger than Life" (Eclipse's New Life Mix) – 8:47
9. "Larger than Life" (Madgroove Progressive Mix) – 9:16

## Classifiche

### Classifiche settimanali
| Classifica (1999)                                       | Posizione più alta |
| ------------------------------------------------------- | ------------------ |
| Australia (ARIA Charts)                                 | 3                  |
| Austria (Ö3 Austria Top 40)                             | 15                 |
| Belgio (Fiandre) (Ultratop)                             | 4                  |
| Belgio (Vallonia) (Ultratop)                            | 7                  |
| Canada (RPM)                                            | 5                  |
| Eurochart Hot 100 Singles                               | 5                  |
| Francia (Syndicat national de l'édition phonographique) | 58                 |
| Finlandia (Suomen virallinen lista)                     | 2                  |
| Germania (Offizielle Top 100)                           | 5                  |
| Irlanda (IRMA)                                          | 9                  |
| Italia (FIMI)                                           | 6                  |
| Norvegia (VG-lista)                                     | 5                  |
| Nuova Zelanda (RMNZ)                                    | 11                 |
| Paesi Bassi (MegaCharts)                                | 6                  |
| Regno Unito (Official Singles Chart)                    | 5                  |
| Spagna (PROMUSICAE)                                     | 6                  |
| Svezia (Sverigetopplistan)                              | 4                  |
| Svizzera (Schweizer Hitparade)                          | 10                 |
| Ungheria (MAHASZ)                                       | 1                  |
| USA (Billboard Hot 100)                                 | 25                 |
| USA Mainstream 40 (Billboard)                           | 6                  |
| USA Rhythmic Songs (Billboard)                          | 17                 |
| USA Top 40 Tracks (Billboard)                           | 12                 |

### Classifica annuale
| Paese (1999) | Posizione massima |
| ------------ | ----------------- |
| Italia       | 62                |